# Nödsjön
Nödsjön är en sjö i Ale kommun i Västergötland och ingår i Göta älvs huvudavrinningsområde. Sjön är 9 meter djup, har en yta på 0,0588 kvadratkilometer och befinner sig 71,3 meter över havet. Sjön ligger i skogsområdet Alefjäll och avvattnas av vattendraget Hållsdammsbäcken.

## Delavrinningsområde
Nödsjön ingår i det delavrinningsområde (642200-127525) som SMHI kallar för Förgrening. Medelhöjden är 54 meter över havet och ytan är 38,53 kvadratkilometer. Räknas de 3155 avrinningsområdena uppströms in blir den ackumulerade arean 48 084,52 kvadratkilometer. Avrinningsområdets utflöde Göta älv (Röa) mynnar i havet. Avrinningsområdet består mestadels av skog (60 %), öppen mark (11 %) och jordbruk (11 %). Avrinningsområdet har 2,85 kvadratkilometer vattenytor vilket ger det en sjöprocent på 7,4 %. Bebyggelsen i området täcker en yta av 3,91 kvadratkilometer eller 10 % av avrinningsområdet.